# Chile en los Juegos Paralímpicos de Pekín 2022
Chile participará en los Juegos Paralímpicos de Pekín 2022. El responsable del equipo paralímpico es el Comité Paralímpico de Chile, así como las federaciones deportivas nacionales de cada deporte con participación.

### Deportistas
Los deportistas chilenos que participaron en Beijing 2022 fueron:
- Esquí alpino (4):
  - Nicolás Bisquertt
  - Miguel Catalán
  - Samuel Fernández
  - Claudia Hernández

## Detalle por deporte

### Esquí alpino
| Atleta            | Evento                            | Run 1       | Run 1       | Run 2       | Run 2       | Total       | Total       |
| Atleta            | Evento                            | Tiempo      | Posición    | Tiempo      | Posición    | Tiempo      | Posición    |
| ----------------- | --------------------------------- | ----------- | ----------- | ----------- | ----------- | ----------- | ----------- |
| Nicolás Bisquertt | Descenso masculino sentado        | N/A         | N/A         | N/A         | N/A         | No finalizó | No finalizó |
| Nicolás Bisquertt | Eslalon masculino sentado         | No finalizó | No finalizó | No finalizó | No finalizó | No finalizó | No finalizó |
| Nicolás Bisquertt | Eslalon gigante masculino sentado | 1:05.80     | 11.°        | 1:05.41     | 17.°        | 2:11.21     | 14.°        |
| Nicolás Bisquertt | Súper combinado masculino sentado | 1:16.51     | 12.°        | 52.07       | 9.°         | 2.08.58     | 9.°         |
| Nicolás Bisquertt | Súper gigante masculino sentado   | N/A         | N/A         | N/A         | N/A         | 1:17.06     | 12.°        |
| Miguel Catalán    | Eslalon masculino sentado         | No finalizó | No finalizó | No finalizó | No finalizó | No finalizó | No finalizó |
| Miguel Catalán    | Eslalon gigante masculino sentado | 1:20.05     | 33.°        | 1:14.52     | 29.°        | 2:34.57     | 29.°        |
| Samuel Fernández  | Eslalon masculino de pie          | 1:05.26     | 35.°        | No finalizó | No finalizó | No finalizó | No finalizó |
| Samuel Fernández  | Eslalon gigante masculino de pie  | 1:25.00     | 35.°        | 1:21.03     | 34.°        | 2:46.03     | 34.°        |
| Claudia Hernández | Eslalon femenino de pie           | 1:49.01     | 13.°        | 1:45.86     | 11.°        | 3:34.87     | 11.°        |
| Claudia Hernández | Eslalon gigante femenino de pie   | 1:24.35     | 21.°        | No finalizó | No finalizó | No finalizó | No finalizó |